# ヨハン・プファイファー
ヨハン・プファイファー（Johann Pfeiffer, 1697年1月1日 - 1761年）は、ドイツの作曲家。

## 生涯
ニュルンベルク出身。故郷でヴァイオリンを学び、ライプツィヒとハレで法律を学んだ。ロイス・シュライツ伯の宮廷楽団で働いた後、1720年にザクセン＝ヴァイマル公国の宮廷楽団のヴァイオリニストとなった。1726年に楽師長（コンツェルトマイスター）となり、主君のエルンスト＝アウグスト1世は名製作者として知られるヤコブ・シュタイナーのヴァイオリンを与えたという。1729年から1730年にかけてエルンスト＝アウグスト1世に同行して、オランダ、オーストリア、フランスを旅した。1732年にブランデンブルク＝バイロイト辺境伯フリードリヒ3世の宮廷楽団に移り、1734年に楽長に就任した。加えてフリードリヒ3世の妻ヴィルヘルミーネの作曲・ヴァイオリンの教師も務めた。バイロイトで死去。

## 音楽
プファイファーは辺境伯夫妻が建設したバイロイト辺境伯歌劇場のために劇場音楽を多数作曲し、また宗教音楽も作曲した。現在作品はほとんど散逸したとされているが、協奏曲や室内楽曲などが現存している。作風は南ドイツのバロック音楽にイタリアの影響が加わったものである。また彼の管弦楽組曲にはヨハン・ゼバスティアン・バッハの組曲との類似がみられる。

## 文献
- François-Joseph Fétis: Biographie universelle des musiciens et bibliographie génèrale de la musique (1864)
- Ruth Müller-Lindenberg: Wilhelmine von Bayreuth; Die Hofoper als Bühne des Lebens
- Gerber Neues Historisch-biographisches Lexikon der Tonkünstler
- MGG, 2. Auflage Bd. 13, S.464